# Giannino Bulzone
Giovanni „Giannino” Bulzone (ur. 9 maja 1911 w Gaecie, zm. 7 lipca 1987 w Rzymie) – włoski lekkoatleta, specjalizujący się w biegach długodystansowych.
W 1936 wystartował na igrzyskach olimpijskich w maratonie, którego nie ukończył. W tym samym roku został mistrzem kraju w tej samej konkurencji z czasem 2:43:35,2 s.
Reprezentował klub C. S. Audace Rzym.